# Natzschung (Fluss)
Die Natzschung, früher an ihrem Oberlauf auch Keilbach genannt, (tschechisch Načetínský potok) ist ein linker Nebenfluss der Flöha.

## Verlauf
Sie entspringt im böhmischen Teil des Erzgebirges im Hochmoor Novodomské rašeliniště (Seeheide), fließt durch den Načetínský rybník (Thomasteich), in den auch ein Zufluss aus dem Červený rybník (Roter Teich) mündet.
Ihr Weg führt weiter nach Nordosten über Načetín (Natschung); ab dort bildet sie die natürliche Grenze zu Sachsen.
Der Načetínský rybník diente früher als Wasserreservoir für die Hammerwerke und Sägen in Načetín. Im Sommer diente er als Bad. Bedeutend für den Ort war auch der Jindřichoveský potok (Goldbrunnenbach), der einen Kilometer südlich von Jindřichova Ves (Heinrichsdorf) entspringt und nach Norden fließt. Er lieferte dem Dorf Frischwasser und wurde als Energieträger in der Rauscher Nagelfabrik genutzt.
Der Grenzbach fließt vorbei an Kalek (Kallich). Gegenüber auf deutscher Seite liegt Rübenau mit seinen Ortsteilen Obernatzschung, Niedernatzschung und Einsiedel-Sensenhammer, bevor sich von Westen kommend der Rübenauer Bach ergießt. Auf böhmischer Seite mündet der Telčský potok (Töltzschbach), an dem sich früher das Dorf Gabrielina Huť (Gabrielahütten) befand.
Zwischen Rothenthal und Brandau wendet sich die Natzschung nach Norden und mündet nach 16,5 km bei der Saigerhütte Grünthal, südwestlich Olbernhau in die Flöha.